# Recall (política)
Em política, recall  significa o poder de cassar e revogar o mandato de qualquer representante político, pelo eleitorado; é chamar de volta para "reavaliação" popular um mandatário improbo, incompetente ou inoperante.

## História

### No Brasil
Sua origem se encontra na Idade Média, onde os eleitores faziam-se valer do direito ao mandato imperativo, para impor sua vontade ao eleito.
Mas foi no Império do Brasil, entre os anos de 1822 a 1823, quando na vigência do Decreto de 16 de fevereiro de 1822, que instituía o Conselho dos Procuradores Gerais das Províncias do Brasil, previu a garantia em seu preâmbulo: "... os quaes Procuradores Geraes poderão ser removidos de seus cargos pelas suas respectivas Provincias, no caso de não desempenharem devidamente suas obrigações, si assim o requererem os dous terços das suas Camaras em vereação geral e extraordinaria, procedendo-se á nomeação de outros em seu logar".
Sob a influência do Vice-Presidente da Província de São Paulo, José Bonifácio de Andrade e Silva, o Decreto de 16 de fevereiro de 1822, que criou o Conselho dos Procuradores Gerais das Províncias do Brasil, estabeleceu a possibilidade de destituição dos eleitos, por iniciativa dos eleitores, caso não cumprissem suas obrigações, embora sua curta duração, esse mecanismo de 1822 foi a primeira forma de intervenção direta do eleitor na representação política de que se tem notícia. Era um misto dos conceitos traçados pelo mandato imperativo com os do recall, que viria a ser instalado nos Estados Unidos.
Com o Golpe de Estado de 1889, e com a adesão ao sistema federativo, algumas constituições estaduais, como as do Rio Grande do Sul, Santa Catarina, Goiás e São Paulo, adotaram expressamente em seu texto o princípio do voto destituinte. A exemplo da experiência anterior, também tiveram curta duração e até onde se sabem esse direito jamais foi exercido.
Por fim, em meio às discussões travadas na Assembleia Constituinte de 1987, a tentativa de incorporação da revogação de mandato eletivo na Constituição Federal de 1988, que na ocasião levou o nome de “voto destituinte”, foi, mais uma vez, baldada.

### Projeto de Emenda Constitucional nº 73/2005[1]
O projeto de Emenda à Constituição, institui o referendo revocatório do mandato de Presidente da República e de Congressista, é de autoria do então Senador Eduardo Suplicy, do qual altera os artigos 14 e 49 da Constituição Federal, acrescentando o artigo 14-A. Sua redação viabiliza a possibilidade de revogação de mandato do Presidente da República e dos Senadores, de forma individual, bem como a dissolução total da Câmara dos Deputados, após transcorrido um ano da data da posse nos respectivos cargos. Desta forma a PEC não de trata de um recall político e sim de uma abberufungsrecht, isto é a possibilidade de revogação de mandatos de forma coletiva, não só de um indivíduo isolado mas de todo corpo legislativo, caso decaia na confiança popular.
A PEC ainda prevê que tal manifestação será realizada por iniciativa popular, dirigida ao Tribunal Superior Eleitoral, e exercida, a depender do caso, mediante assinatura de 2% do eleitorado nacional, distribuído pelo menos por sete Estados, com não menos de 0,5% em cada um deles, ou mediante a assinatura de 2% do eleitorado estadual, distribuído pelo menos por sete Municípios, com não menos de 0,5% em cada um deles.
O procedimento para realização do abberufungsrecht é muito parecido com o da iniciativa popular, todavia, mais dificultoso do que nesta. Além disso, os signatários devem declarar o seu nome completo, a sua data de nascimento e o Município onde têm domicílio eleitoral, vedado a exigência de qualquer outra informação adicional.
Ao que parece, a PEC não exige a condição de cidadão, propriamente dito, para ser signatário da petição dirigida ao Tribunal Superior Eleitoral, exigindo, apenas, a menção de qual Município está radicado o seu domicílio eleitoral. Na verdade, essa condição é indispensável para o exercício dos mecanismos de democracia participativa e deveria constar expressamente no projeto.
Relativamente ao abberufungsrecht, ou referendo revocatório, do mandato do Presidente da República, admite o projeto ele seja realizado também mediante requerimento da maioria absoluta dos membros do Congresso Nacional, dirigido ao Tribunal Superior Eleitoral.
Vale frisar que a competência para a convocação do referendo revocatório, tanto no caso de este ter sido provocado pelo povo ou pelo Congresso Nacional, será do Tribunal Superior Eleitoral.
Em qualquer caso, o referendo revocatório será considerado sem efeito, se a soma dos votos nulos e em branco corresponder a mais da metade do total dos sufrágios expressos. Se o resultado do recall for contrário à revogação do mandato eletivo, não poderá ser realizada nova consulta popular sobre o mesmo tema, até a expiração do mandato ou o término da legislatura.
Por fim, o projeto de Emenda Constitucional determina que os Estados, o Distrito Federal e os Municípios introduzam em suas respectivas Constituição e Leis Orgânicas o instituto da revogação popular de mandatos eletivos, a exemplo do que ocorre no plebiscito, no referendo e na iniciativa popular.
A PEC, atualmente se encontra arquivada.

### Nos Estados Unidos da América
O conceito moderno de recall político, nasceu com a previsão legal nos Estados Unidos em 1903, na Carta de Los Angeles, por Theodore Roosevelt, fazendo parte do programa do “movimento progressivo”. O procedimento de remoção de autoridades públicas eleitas surgiu em âmbito estadual em 1911, na Califórnia, desde então quatro governadores foram destituídos por meio deste instrumento. Nos Estados Unidos, doze estados aplicam o recall, que tem mais voga na esfera municipal do que na estadual. Cerca de mil municípios americanos o adotam. Contudo sua instituição é inexiste no plano federal.
Segundo Azambuja, o recall tem sido aplicado não só para membros do Executivo, mas também para os do Legislativo e do Judiciário, inclusive. Existindo cerca de 20 a 25% a favor do recall  ele pode ser requerido. O indivíduo recalled pode apresentar-se à reeleição, bem como fazer imprimir na cédula de votação, à guisa de se defender, os motivos de sua justificação. Caso seja confirmada a continuidade do sujeito no Poder, as despesas decorrentes da eleição correrão por conta dos peticionários. Isso evita, ao Erário, gastos decorrentes de erro ou de conveniências políticas daqueles que propõem o recall.

### Em outros países
De acordo com o  artigo 71 da Constituição de Weimar dispunha sobre a destituição do Presidente. Na extinta União Soviética, os publicistas do regime regozijavam-se pela existência do direito de revogação, previsto no artigo 142 da Constituição. Era uma espécie de mandato imperativo, ostentado pelos “representantes da classe trabalhadora”. Além de prestar contas aos cidadãos, os deputados podiam ter o seu mandato revogado a qualquer momento.
Na América Latina, o recall é previsto na Constituição da República Bolivariana da Venezuela em seu artigo 72, sob o nome de “referendo revocatório”, abrangendo todos os cargos eletivos.

## Diferenças em relação aoabberufungsrecht
Abberufungsrecht é a expressão germânica que significa literalmente direito de destituição/revogação, é utilizada em alguns cantões suíços. Ao contrário do recall, na destituição não ocorre somente revogação do mandato individual, mas também pode ocorrer a dissolução total de uma Câmara, Assembleia, de um Parlamento ou Congresso, antes do fim do mandato de seus membros. Ocorre então, a avaliação antecipada de seus membros ante os eleitores, para avaliar se ainda são dignos de sua confiança.
Desta forma, o Abberufungsrecht é um instrumento mais amplo, quer seja em exercer seu droit révocation ou em seu modus operandi, pois admite não somente a revogação de investidura dos membros do Poder Executivo, mas tanto de um corpo legislativo, quanto de qualquer autoridade de mandato eletivo que decaia da confiança popular.

## Diferenças em relação aoimpeachment
O processo de impeachment não deve ser confundido com o recall político, que é, usualmente, iniciado por eleitores e que pode ser baseado em "acusações políticas": por exemplo, má administração política, sem evidente viés - criminal de organização - criminosa. Apesar de ambos servirem para pôr fim ao mandato de um representante político, os dois institutos diferem quanto à motivação e à iniciativa (titularidade) do ato de cassação do mandato. O impeachment é iniciado por um órgão constitucional (geralmente legislativo) e, geralmente - mas não sempre - decorre de uma infração grave. Os passos que removem o funcionário do gabinete também são diferentes.
Para que se desencadeie o processo de impeachment, é necessário motivação, ou seja, é preciso que se suspeite da prática de um crime ou de uma conduta inadequada para o cargo. Já no recall, tal exigência não existe: o procedimento de revogação do mandato pode ocorrer sem nenhuma motivação específica. Ou seja, o recall é um instrumento puramente político. Outra diferença é que, no impeachment, o procedimento é geralmente desencadeado e decidido por um órgão legislativo, enquanto que, no recall, é o povo que toma diretamente a decisão de cassar ou não o mandato.